# UEFA Champions League 2025-2026 (qualificazioni)
La fase di qualificazione della UEFA Champions League 2025-2026 si disputa tra l'8 luglio e il 27 agosto 2025. Partecipano a questa prima fase della competizione 53 club: sette di essi si qualificheranno alla successiva fase campionato, composta da 36 squadre.

## Date
| Turno         | Sorteggio             | Andata            | Ritorno           |
| ------------- | --------------------- | ----------------- | ----------------- |
| Primo turno   | 17 giugno 2025 (Nyon) | 8-9 luglio 2025   | 15-16 luglio 2025 |
| Secondo turno | 18 giugno 2025 (Nyon) | 22-23 luglio 2025 | 29-30 luglio 2025 |
| Terzo turno   | 21 luglio 2025 (Nyon) | 5-6 agosto 2025   | 12 agosto 2025    |
| Spareggi      | 4 agosto 2025 (Nyon)  | 19-20 agosto 2025 | 26-27 agosto 2025 |

## Squadre
| Legenda | Legenda |
| --- | ------- |
| I club vincitori degli spareggi avanzano alla fase campionato |         |
| I club sconfitti negli spareggi accedono alla fase campionato dell'Europa League                                                                                     |         |
| I club sconfitti nel terzo turno accedono agli spareggi (se partecipanti tra i Campioni) o alla fase campionato (se partecipanti tra le Piazzate) dell'Europa League |         |
| I club sconfitti nel secondo turno accedono al terzo turno dell'Europa League                                                                                        |         |
| I club sconfitti nel primo turno che hanno ricevuto un bye accedono al terzo turno della Conference League                                                           |         |
| I club sconfitti nel primo turno accedono al secondo turno della Conference League                                                                                   |         |

| Squadre    | Coeff    |
| Campioni   | Campioni |
| ---------- | -------- |
| Bodø/Glimt | 49.000   |
| Celtic     | 38.000   |
| Basilea    | 33.000   |
| Sturm Graz | 23.000   |

| Squadre     | Coeff    |
| Piazzate    | Piazzate |
| ----------- | -------- |
| Benfica     | 87.750   |
| Club Bruges | 71.750   |
| Feyenoord   | 71.000   |
| Fenerbahçe  | 47.250   |
| Nizza       | 20.000   |

| Squadre           | Coeff    |
| Campioni          | Campioni |
| ----------------- | -------- |
| Copenaghen        | 44.875   |
| Stella Rossa      | 44.000   |
| Ferencváros       | 39.000   |
| Maccabi Tel Aviv  | 37.500   |
| Slovan Bratislava | 33.500   |
| Qarabağ           | 32.000   |
| Dinamo Kiev       | 23.500   |
| Lech Poznań       | 19.000   |
| Rijeka            | 12.000   |
| Pafos             | 11.125   |
| Piazzate          |          |
| Rangers           | 71.250   |
| Salisburgo        | 48.000   |
| Viktoria Plzeň    | 39.250   |
| Panathīnaïkos     | 16.000   |
| Servette          | 11.500   |
| Brann             | 7.937    |

| Squadre          | Coeff    |
| Campioni         | Campioni |
| ---------------- | -------- |
| Ludogorec        | 24.000   |
| FCSB             | 22.500   |
| Olimpia Lubiana  | 17.375   |
| Malmö FF         | 14.500   |
| Žalgiris         | 12.000   |
| RFS Riga         | 11.000   |
| Zrinjski Mostar  | 10.000   |
| KuPS             | 10.000   |
| Lincoln Red Imps | 10.000   |
| The New Saints   | 9.000    |
| Drita            | 9.000    |
| Breiðablik       | 9.000    |
| Linfield         | 8.500    |
| Budućnost        | 8.000    |

| Squadre         | Coeff    |
| Campioni        | Campioni |
| --------------- | -------- |
| Inter Escaldes  | 7.500    |
| Škendija        | 7.500    |
| Levadia Tallinn | 6.500    |
| Dinamo Minsk    | 6.000    |
| Ħamrun Spartans | 6.000    |
| Qairat          | 5.500    |
| Milsami Orhei   | 5.500    |
| Noah            | 5.000    |
| Differdange 03  | 5.000    |
| Iberia 1999     | 4.500    |
| Víkingur Gøta   | 4.000    |
| Shelbourne      | 2.993    |
| Egnatia         | 2.500    |
| Virtus          | 1.500    |

## Risultati

### Primo turno

#### Sorteggio
Il sorteggio del primo turno di qualificazione si è svolto il 17 giugno 2025.
Hanno partecipato al primo turno di qualificazione un totale di 28 squadre. La posizione delle squadre come teste di serie, è basato sui coefficienti UEFA per club del 2025. Prima del sorteggio, la UEFA formerà tre gruppi da dieci squadre (cinque teste di serie e cinque non teste di serie) secondo i principi stabiliti dal Comitato Competizioni per Club. La prima squadra estratta in ogni accoppiamento è la squadra che giocherà in casa la gara di andata.
Le squadre eliminate nel primo turno di qualificazione saranno sorteggiate nel percorso Campioni del secondo turno di qualificazione della UEFA Conference League, tranne due che riceveranno un bye e accederanno direttamente al terzo turno di qualificazione della medesima competizione.
| Gruppo 1                                       | Gruppo 1                                                           | Gruppo 2                                        | Gruppo 2                                                       | Gruppo 3                                            | Gruppo 3                        |
| Teste di serie                                 | Non teste di serie                                                 | Teste di serie                                  | Non teste di serie                                             | Teste di serie                                      | Non teste di serie              |
| ---------------------------------------------- | ------------------------------------------------------------------ | ----------------------------------------------- | -------------------------------------------------------------- | --------------------------------------------------- | ------------------------------- |
| Malmö FF Žalgiris RFS Riga KuPS The New Saints | Škendija Levadia Tallinn Ħamrun Spartans Milsami Orhei Iberia 1999 | FCSB Lincoln Red Imps Drita Breiðablik Linfield | Inter Escaldes Differdange 03 Víkingur Gøta Shelbourne Egnatia | Ludogorec Olimpia Lubiana Zrinjski Mostar Budućnost | Dinamo Minsk Qairat Noah Virtus |

#### Risultati
| Squadra 1       | Totale            | Squadra 2        | Andata | Ritorno     |
| --------------- | ----------------- | ---------------- | ------ | ----------- |
| Žalgiris        | 2 - 2 (10-11 dtr) | Ħamrun Spartans  | 2 - 0  | 0 - 2 (dts) |
| KuPS            | 1 - 0             | Milsami Orhei    | 1 - 0  | 0 - 0       |
| The New Saints  | 1 - 2             | Škendija         | 0 - 0  | 1 - 2 (dts) |
| Iberia 1999     | 2 - 6             | Malmö FF         | 1 - 3  | 1 - 3       |
| Levadia Tallinn | 0 - 2             | RFS Riga         | 0 - 1  | 0 - 1       |
| Drita           | 4 - 2             | Differdange 03   | 1 - 0  | 3 - 2       |
| Víkingur Gøta   | 2 - 4             | Lincoln Red Imps | 2 - 3  | 0 - 1       |
| Egnatia         | 1 - 5             | Breiðablik       | 1 - 0  | 0 - 5       |
| Shelbourne      | 2 - 1             | Linfield         | 1 - 0  | 1 - 1       |
| FCSB            | 4 - 3             | Inter Escaldes   | 3 - 1  | 1 - 2       |
| Virtus          | 1 - 4             | Zrinjski Mostar  | 0 - 2  | 1 - 2       |
| Olimpia Lubiana | 1 - 3             | Qairat           | 1 - 1  | 0 - 2       |
| Noah            | 3 - 2             | Budućnost        | 1 - 0  | 2 - 2       |
| Ludogorec       | 3 - 2             | Dinamo Minsk     | 1 - 0  | 2 - 2 (dts) |

##### Andata
| Arbitro: | Vitālijs Spasjoņņikovs |

|            |           |  |
| Ruoppi 73’ | Marcatori |  |

| Arbitro: | Igor Stojčevski |

|             |           |                                |
| Rušević 86’ | Marcatori | 8’ Busanello 58’ Bolin 70’ Ali |

| Arbitro: | Volen Chinkov |

|                |           |  |
| Oulad Omar 68’ | Marcatori |  |

| Arbitro: | Thomas Gary Owen |

|  |           |                  |
|  | Marcatori | 56’ (rig.) Panić |

| Arbitro: | Chrístos Vergétis |

|           |           |             |
| Pinto 66’ | Marcatori | 59’ Satpaev |

| Oswestry 8 luglio 2025, ore 20:00 CEST ritorno → | The New Saints  | 0 – 0 referto | Škendija | Park Hall (1 090 spett.)\| Arbitro: \| Robert Hennessy \| |
| Arbitro:                                         | Robert Hennessy |               |          |                                                           |

| Arbitro: | Zorbay Küçük |

|           |           |  |
| Manaj 74’ | Marcatori |  |

| Arbitro: | Lothar D’Hondt |

|                                     |           |                                   |
| Johansen 28’ Vatnhamar 45+4’ (rig.) | Marcatori | 19’, 31’ Lopes 38’ (rig.) De Barr |

| Arbitro: | Antoni Bandić |

|             |           |  |
| Gruda 90+2’ | Marcatori |  |

| Arbitro: | Roman Jitari |

|  |           |                         |
|  | Marcatori | 45’ (rig.), 79’ Bilbija |

| Arbitro: | Sandi Dhia Jirjis Putros |

|                     |           |  |
| Antal 59’ Hadji 85’ | Marcatori |  |

| Arbitro: | Danilo Nikolić |

|                                                 |           |             |
| Miculescu 37’ Olaru 45+3’ (rig.) Ștefănescu 53’ | Marcatori | 65’ Rafinha |

| Arbitro: | Christian-Petru Ciochirca |

|           |           |  |
| Kaloč 87’ | Marcatori |  |

| Arbitro: | Luís Godinho |

|             |           |  |
| Odubeko 58’ | Marcatori |  |

##### Ritorno
| Arbitro: | Matteo Marchetti |

|                          |           |  |
| Jorginho 5’ Mrynskiy 31’ | Marcatori |  |

| Arbitro: | Ben McMaster |

|               |           |  |
| De Barr 90+6’ | Marcatori |  |

| Arbitro: | Matteo Marcenaro |

| |                        | |
| Thioune 35’ Mbong 41’                                                                                              | Marcatori              | |
| Emerson Čađenović El Fanis Polito Jonny Thioune Micallef Camenzuli Bjeličić Bonello Emerson Jonny Polito Čađenović | Tiri di rigore 11 – 10 | Antal Salčinović Moutachy Ofori Mihajlović Dumančić Youla Devens Lukaševič Olses Antal Salčinović Moutachy Ofori |

| Orhei 15 luglio 2025, ore 19:00 CEST ← andata | Milsami Orhei  | 0 – 0 (tot.: 0-1) referto | KuPS | District Sport Complex (3 105 spett.)\| Arbitro: \| Káprály Mihály \| |
| Arbitro:                                      | Káprály Mihály |                           |      |                                                                       |

| Arbitro: | Romain Lissorgue |

|                          |           |                |
| Ali 55’, 89’ Jansson 60’ | Marcatori | 90+3’ Dzagania |

| Arbitro: | Andrei Chivulete |

|           |           |  |
| Panić 68’ | Marcatori |  |

| Arbitro: | Sayat Karabayev |

|                                |           |              |
| Tamba 18’ Bodenham 116’ (aut.) | Marcatori | 38’ Williams |

| Arbitro: | Viktor Kopievskyi |

|                             |           |                           |
| Brusco 28’ Hadji 90’ (rig.) | Marcatori | 4’, 17’ Manaj 90+3’ Tusha |

| Arbitro: | Ishmael Barbara |

|                       |           |               |
| Andreu 67’ Llovet 88’ | Marcatori | 51’ Radunović |

| Arbitro: | David Dickinson |

|                                                        |           |  |
| Thorsteinsson 15’, 27’ Einarsson 23’, 38’ Ómarsson 69’ | Marcatori |  |

| Arbitro: | Visar Kastrati |

|                       |           |                       |
| Mamić 40’ Bilbija 75’ | Marcatori | 90+2’ (rig.) Scappini |

| Arbitro: | Matthias Jöllenbeck |

|                             |           |                            |
| Ivanović 68’ P. Grbić 90+1’ | Marcatori | 6’ Oulad Omar 29’ A. Grgić |

| Arbitro: | Andrew Madley |

|                      |           |           |
| Shields 45+3’ (rig.) | Marcatori | 25’ Coote |

| Arbitro: | Goga Kikacheishvili |

|                           |           |                      |
| Djimet 54’ Pedro Igor 61’ | Marcatori | 41’ Marcus 100’ Bile |

### Secondo turno

#### Sorteggio
Il sorteggio per il secondo turno di qualificazione si è tenuto il 18 giugno 2025.
Prima del sorteggio, la UEFA ha formato, per il percorso Campioni tre gruppi di otto squadra, ciascuno con quattro teste di serie e quattro non teste di serie, secondo i principi stabiliti dal Comitato Competizioni per Club. La prima squadra estratta in ogni accoppiamento è la squadra che giocherà in casa la gara di andata.
Al secondo turno di qualificazione parteciperanno un totale di 30 squadre. Saranno divisi in due percorsi:
- Campioni (24 squadre): 10 squadre che entrano in questo turno e 14 vincitrici del primo turno di qualificazione.
- Piazzate (6 squadre): 6 squadre che entrano in questo turno.

La posizione delle squadre come teste di serie si è basato sui coefficienti UEFA per club del 2025. Per i vincitori del primo turno di qualificazione, la cui identità non era nota al momento del sorteggio, è stato utilizzato il coefficiente della squadra con il punteggio più alto per ogni accoppiamento. 
| Gruppo 1                                           | Gruppo 1                                        | Gruppo 2                                     | Gruppo 2                     | Gruppo 3                              | Gruppo 3                                 |
| Teste di serie                                     | Non teste di serie                              | Teste di serie                               | Non teste di serie           | Teste di serie                        | Non teste di serie                       |
| -------------------------------------------------- | ----------------------------------------------- | -------------------------------------------- | ---------------------------- | ------------------------------------- | ---------------------------------------- |
| Stella Rossa Maccabi Tel Aviv Dinamo Kiev Malmö FF | Ħamrun Spartans Pafos RFS Riga Lincoln Red Imps | Copenaghen Ferencváros Ludogorec Lech Poznań | Rijeka Drita Breiðablik Noah | Slovan Bratislava Qarabağ FCSB Qairat | Zrinjski Mostar KuPS Škendija Shelbourne |

| Teste di serie                    | Non teste di serie           |
| --------------------------------- | ---------------------------- |
| Rangers Salisburgo Viktoria Plzeň | Panathīnaïkos Servette Brann |

#### Risultati
| Squadra 1         | Totale   | Squadra 2        | Andata   | Ritorno     |
| Campioni          | Campioni | Campioni         | Campioni | Campioni    |
| ----------------- | -------- | ---------------- | -------- | ----------- |
| RFS Riga          | 1 - 5    | Malmö FF         | 1 - 4    | 0 - 1       |
| Ħamrun Spartans   | 0 - 6    | Dinamo Kiev      | 0 - 3    | 0 - 3       |
| Pafos             | 2 - 1    | Maccabi Tel Aviv | 1 - 1    | 1 - 0       |
| Lincoln Red Imps  | 1 - 6    | Stella Rossa     | 0 - 1    | 1 - 5       |
| Noah              | 4 - 6    | Ferencváros      | 1 - 2    | 3 - 4       |
| Lech Poznań       | 8 - 1    | Breiðablik       | 7 - 1    | 1 - 0       |
| Copenaghen        | 3 - 0    | Drita            | 2 - 0    | 1 - 0       |
| Rijeka            | 1 - 3    | Ludogorec        | 0 - 0    | 1 - 3 (dts) |
| Škendija          | 3 - 1    | FCSB             | 1 - 0    | 2 - 1       |
| Slovan Bratislava | 6 - 2    | Zrinjski Mostar  | 4 - 0    | 2 - 2       |
| Shelbourne        | 0 - 4    | Qarabağ          | 0 - 3    | 0 - 1       |
| KuPS              | 2 - 3    | Qairat           | 2 - 0    | 0 - 3       |
| Piazzate          |          |                  |          |             |
| Brann             | 2 - 5    | Salisburgo       | 1 - 4    | 1 - 1       |
| Viktoria Plzeň    | 3 - 2    | Servette         | 0 - 1    | 3 - 1       |
| Rangers           | 3 - 1    | Panathīnaïkos    | 2 - 0    | 1 - 1       |

##### Andata

###### Campioni
| Arbitro: | Alejandro Muñiz Ruiz |

|                       |           |  |
| Toure 49’ Oksanen 71’ | Marcatori |  |

| Arbitro: | Damian Kos |

|  |           |                  |
|  | Marcatori | 30’ Bruno Duarte |

| Arbitro: | Ricardo de Burgos Bengoetxea |

|                       |           |                       |
| Gartenmann 35’ (aut.) | Marcatori | 45’ O'Dowda 49’ Varga |

| Arbitro: | Miloš Milanović |

|             |           |                                                               |
| Lemajić 40’ | Marcatori | 13’ Rosengren 35’ Jansson 58’ Hakšabanović 88’ (rig.) Johnsen |

| Arbitro: | César Soto Grado |

|  |           |                                         |
|  | Marcatori | 13’ Vanat 76’ Bujal's'kyj 90+2’ Vološyn |

| Arbitro: | Mykola Balakin |

|                 |           |               |
| Bassouamina 81’ | Marcatori | 90+10’ Madmon |

| Arbitro: | Martin Matoša |

|                                 |           |  |
| Mattsson 69’ (rig.), 76’ (rig.) | Marcatori |  |

| Arbitro: | Nathan Verboomen |

|              |           |  |
| Alhassan 65’ | Marcatori |  |

| Arbitro: | Jérémie Pignard |

|                                                      |           |  |
| Barseġyan 39’ Strelec 42’ Tolić 62’ Kucharevyč 90+3’ | Marcatori |  |

| Arbitro: | Jasper Vergoote |

|                                                                                              |           |                         |
| Milić 4’ Ishak 37’ (rig.), 45+3’ (rig.), 86’ (rig.) Pereira 42’ Bengtsson 45+6’ Jagiełło 77’ | Marcatori | 28’ (rig.) Gunnlaugsson |

| Rijeka 22 luglio 2025, ore 20:45 CEST ritorno → | Rijeka         | 0 – 0 referto | Ludogorec | Stadio Rujevica (7 731 spett.)\| Arbitro: \| Elchin Masiyev \| |
| Arbitro:                                        | Elchin Masiyev |               |           |                                                                |

| Arbitro: | Ante Čulina |

|  |           |                                       |
|  | Marcatori | 12’ Andrade 81’ Kaščuk 85’ Akhundzade |

###### Piazzate
| Arbitro: | Nikola Dabanović |

|  |           |          |
|  | Marcatori | 13’ Mráz |

| Arbitro: | Donatas Rumšas |

|                        |           |  |
| Curtis 52’ Gassama 78’ | Marcatori |  |

| Arbitro: | Damian Sylwestrzak |

|               |           |                                                           |
| Magnússon 20’ | Marcatori | 58’ Nene 61’ Onisiwo 87’ Vertessen 90+2’ (rig.) Kjærgaard |

##### Ritorno

###### Campioni
| Arbitro: | Radoslav Gidzhenov |

|                                     |           |  |
| Satpaev 9’ Jorginho 29’ Hramyka 43’ | Marcatori |  |

| Arbitro: | Jakob Sundberg |

|                                   |           |  |
| Vanat 28’ Bražko 35’ Mykhavko 82’ | Marcatori |  |

| Arbitro: | Miguel Nogueira |

|  |           |               |
|  | Marcatori | 42’ Cornelius |

| Arbitro: | António Nobre |

|                                                            |           |             |
| Katai 8’ Ivanić 16’ Bruno Duarte 37’ Milson 44’ Ndiaye 75’ | Marcatori | 53’ De Barr |

| Arbitro: | Arda Kardeşler |

|                                |           |                  |
| Bilbija 72’ (rig.) Pranjić 76’ | Marcatori | 80’, 87’ Strelec |

| Arbitro: | Andrea Colombo |

|                   |           |  |
| Martin 44’ (aut.) | Marcatori |  |

| Arbitro: | Joey Kooij |

|                  |           |  |
| Hakšabanović 25’ | Marcatori |  |

| Arbitro: | Oleksii Derevinskyi |

|             |           |                          |
| Cisotti 28’ | Marcatori | 33’ Latifi 87’ Krstevski |

| Arbitro: | John Beaton |

|                                              |           |           |
| Piotrowski 19’ (rig.) Čočev 107’ Ivanov 117’ | Marcatori | 71’ Gojak |

| Arbitro: | Radu Petrescu |

|  |           |          |
|  | Marcatori | 40’ Jajá |

| Arbitro: | Robert Jones |

|                                                       |           |                                |
| Pešić 1’ Joseph 12’ Zachariassen 52’ (rig.) Varga 74’ | Marcatori | 7’ Ferreira 22’ Aiás 71’ Grgić |

| Arbitro: | Adam Ladebäck |

|  |           |           |
|  | Marcatori | 29’ Ishak |

###### Piazzate
| Arbitro: | Simone Sozza |

|             |           |             |
| Đuričić 54’ | Marcatori | 60’ Gassama |

| Arbitro: | Rade Obrenovič |

|              |           |            |
| Kjærgaard 6’ | Marcatori | 3’ Kornvig |

| Arbitro: | Alejandro Muñiz Ruiz |

|            |           |                                           |
| Antunes 4’ | Marcatori | 28’ Spáčil 31’ Vydra 87’ (rig.) Durosinmi |

### Terzo turno

#### Sorteggio
Il sorteggio per il terzo turno di qualificazione si è tenuto il 21 luglio 2025.
Al terzo turno di qualificazione parteciperanno un totale di 20 squadre, divise in due percorsi:
- Campioni (12 squadre): 12 squadre vincitrici del secondo turno di qualificazione (Percorso campioni).
- Piazzate (8 squadre): 5 squadre che entrano in questo turno e 3 vincitrici del secondo turno di qualificazione (Percorso piazzate).

La posizione delle squadre come teste di serie si è basato sui coefficienti UEFA per club del 2025. Per le vincitrici del secondo turno di qualificazione, la cui identità non sarà nota al momento del sorteggio, verrà utilizzato il coefficiente della squadra con il punteggio più alto per ogni accoppiamento. 
La prima squadra estratta in ogni accoppiamento è la squadra che giocherà in casa la gara di andata.
Le vincitrici del terzo turno avanzeranno agli spareggi del rispettivo percorso. Le perdenti del Percorso Campioni saranno trasferite agli spareggi dell'Europa League, mentre le perdenti del Percorso Piazzate saranno trasferite alla fase campionato dell'Europa League.
| Gruppo 1                                  | Gruppo 1                    | Gruppo 2                  | Gruppo 2                       |
| Teste di serie                            | Non teste di serie          | Teste di serie            | Non teste di serie             |
| ----------------------------------------- | --------------------------- | ------------------------- | ------------------------------ |
| Copenaghen Stella Rossa Slovan Bratislava | Lech Poznań Malmö FF Qairat | Ferencváros Pafos Qarabağ | Ludogorec Dinamo Kiev Škendija |

| Teste di serie                        | Non teste di serie                         |
| ------------------------------------- | ------------------------------------------ |
| Benfica Club Bruges Rangers Feyenoord | Salisburgo Fenerbahçe Viktoria Plzeň Nizza |

#### Risultati
| Squadra 1   | Totale          | Squadra 2         | Andata   | Ritorno     |
| Campioni    | Campioni        | Campioni          | Campioni | Campioni    |
| ----------- | --------------- | ----------------- | -------- | ----------- |
| Malmö FF    | 0 - 5           | Copenaghen        | 0 - 0    | 0 - 5       |
| Qairat      | 1 - 1 (4-3 dtr) | Slovan Bratislava | 1 - 0    | 0 - 1 (dts) |
| Lech Poznań | 2 - 4           | Stella Rossa      | 1 - 3    | 1 - 1       |
| Ludogorec   | 0 - 3           | Ferencváros       | 0 - 0    | 0 - 3       |
| Dinamo Kiev | 0 - 3           | Pafos             | 0 - 1    | 0 - 2       |
| Škendija    | 1 - 6           | Qarabağ           | 0 - 1    | 1 - 5       |
| Piazzate    |                 |                   |          |             |
| Salisburgo  | 2 - 4           | Club Bruges       | 0 - 1    | 2 - 3       |
| Rangers     | 4 - 2           | Viktoria Plzeň    | 3 - 0    | 1 - 2       |
| Nizza       | 0 - 4           | Benfica           | 0 - 2    | 0 - 2       |
| Feyenoord   | 4 - 6           | Fenerbahçe        | 2 - 1    | 2 - 5       |

##### Andata

###### Campioni
| Malmö 5 agosto 2025, ore 19:00 CEST ritorno → | Malmö FF      | 0 – 0 referto | Copenaghen | Eleda Stadion (20 175 spett.)\| Arbitro: \| João Pinheiro \| |
| Arbitro:                                      | João Pinheiro |               |            |                                                              |

| Arbitro: | Sandro Schärer |

|  |           |              |
|  | Marcatori | 84’ Anderson |

| Arbitro: | Ivan Kružliak |

|  |           |                     |
|  | Marcatori | 18’ (rig.) Bayramov |

| Arbitro: | Serdar Gözübüyük |

|                    |           |  |
| Satpaev 90’ (rig.) | Marcatori |  |

| Razgrad 6 agosto 2025, ore 19:30 CEST ritorno → | Ludogorec   | 0 – 0 referto | Ferencváros | Ludogorets Arena (6 746 spett.)\| Arbitro: \| Espen Eskås \| |
| Arbitro:                                        | Espen Eskås |               |             |                                                              |

| Arbitro: | Tobias Stieler |

|           |           |                           |
| Ishak 34’ | Marcatori | 9’, 51’ Krunić 73’ Duarte |

###### Piazzate
| Arbitro: | Clément Turpin |

|                                     |           |  |
| Gassama 15’, 51’ Dessers 45’ (rig.) | Marcatori |  |

| Arbitro: | Srđan Jovanović |

|  |           |             |
|  | Marcatori | 75’ Vermant |

| Arbitro: | Michael Oliver |

|  |           |                             |
|  | Marcatori | 53’ Ivanović 88’ Florentino |

| Arbitro: | Glenn Nyberg |

|                              |           |             |
| Timber 19’ Hadj Moussa 90+1’ | Marcatori | 86’ Amrabat |

##### Ritorno

###### Campioni
| Arbitro: | Danny Makkelie |

|                                                                         |           |           |
| Cake 16’ (aut.) Kady 18’ Akhundzade 33’ Janković 35’ (rig.) Andrade 59’ | Marcatori | 10’ Tamba |

| Arbitro: | José María Sánchez Martínez |

|                                                          |           |  |
| Huescas 31’ Robert 43’, 69’ Elyounoussi 51’ Mattsson 67’ | Marcatori |  |

| Arbitro: | Davide Massa |

|                      |           |  |
| Oršić 2’ Correia 55’ | Marcatori |  |

| Arbitro: | Benoît Bastien |

|                                               |                      |                                                |
| Mak 30’                                       | Marcatori            |                                                |
| Tolić Pokorný Kukharevych Mustafić Barseghyan | Tiri di rigore 3 – 4 | Hramyka Martynovič Ricardinho Sorokin Jorginho |

| Arbitro: | Alejandro Hernández Hernández |

|                           |           |  |
| Varga 38’, 79’ Szalai 86’ | Marcatori |  |

| Arbitro: | François Letexier |

|                     |           |             |
| Ndiaye 45+1’ (rig.) | Marcatori | 90+3’ Ishak |

###### Piazzate
| Arbitro: | Szymon Marciniak |

|                            |           |             |
| Durosinmi 41’ Marković 83’ | Marcatori | 61’ Cameron |

| Arbitro: | István Kovács |

|                                                            |           |                   |
| Brown 44’ Durán 45+2’ Fred 55’ En-Nesyri 83’ Talisca 90+6’ | Marcatori | 41’, 89’ Watanabe |

| Arbitro: | Irfan Peljto |

|                                  |           |                          |
| Seys 61’ Forbs 83’ Vanaken 90+4’ | Marcatori | 18’ Rasmussen 43’ Baidoo |

| Arbitro: | Marco Guida |

|                             |           |  |
| Aursnes 19’ Schjelderup 27’ | Marcatori |  |

### Spareggi

#### Sorteggio
Il sorteggio si è tenuto il 4 agosto 2025.
Un totale di 14 squadre hanno partecipato agli spareggi, suddivisi in due percorsi:
- Percorso Campioni (10 squadre): 4 squadre accedono a questo turno e 6 vincitrici del terzo turno di qualificazione (Percorso Campioni).
- Percorso Piazzate (4 squadre): 4 vincitrici del terzo turno di qualificazione (Percorso Piazzate).

La posizione delle squadre come teste di serie si è basato sui coefficienti UEFA per club del 2024. Per le vincitrici del terzo turno di qualificazione, la cui identità era nota al momento del sorteggio, è stato utilizzato il coefficiente della squadra con il punteggio più alto per ogni accoppiamento.
Le squadre sono state suddivise in due urne ("teste di serie" e "non teste di serie") in base al loro coefficiente UEFA; la squadra sorteggiata per prima gioca l'andata in casa.
| Teste di serie                                        | Non teste di serie                      |
| ----------------------------------------------------- | --------------------------------------- |
| Bodø/Glimt Copenaghen Stella Rossa Ferencváros Celtic | Qairat Basilea Qarabağ Pafos Sturm Graz |

| Teste di serie      | Non teste di serie |
| ------------------- | ------------------ |
| Benfica Club Bruges | Rangers Fenerbahçe |

#### Risultati
| Squadra 1    | Totale   | Squadra 2   | Andata   | Ritorno  |
| Campioni     | Campioni | Campioni    | Campioni | Campioni |
| ------------ | -------- | ----------- | -------- | -------- |
| Ferencváros  | -        | Qarabağ     | 1 - 3    | -        |
| Stella Rossa | -        | Pafos       | 1 - 2    | -        |
| Bodø/Glimt   | -        | Sturm Graz  | 5 - 0    | -        |
| Celtic       | -        | Qairat      | 0 - 0    | -        |
| Basilea      | -        | Copenaghen  | 1 - 1    | -        |
| Piazzate     |          |             |          |          |
| Fenerbahçe   | -        | Benfica     | 0 - 0    | -        |
| Rangers      | -        | Club Bruges | 1 - 3    | -        |

##### Andata

###### Campioni
| Arbitro: | Alejandro Hernández Hernández |

|                  |           |                            |
| Bruno Duarte 58’ | Marcatori | 1’ Correia 52’ (rig.) Pepe |

| Arbitro: | João Pinheiro |

|           |           |                                      |
| Varga 29’ | Marcatori | 50’ Janković 67’ Medina 85’ Qurbanlı |

| Arbitro: | Sandro Schärer |

|                                                              |           |  |
| Høgh 7’ Bjørtuft 10’ Saltnes 25’ Evjen 54’ Bøving 79’ (aut.) | Marcatori |  |

| Glasgow 20 agosto 2025, ore 21:00 CEST ritorno → | Celtic      | 0 – 0 referto | Qairat | Celtic Park\| Arbitro: \| Espen Eskås \| |
| Arbitro:                                         | Espen Eskås |               |        |                                          |

| Arbitro: | Anthony Taylor |

|                    |           |               |
| Shaqiri 14’ (rig.) | Marcatori | 45+3’ Pereira |

###### Piazzate
| Arbitro: | François Letexier |

|                    |           |                                    |
| Danilo Pereira 50’ | Marcatori | 3’ Vermant 7’ Spileers 20’ Mechele |

| Istanbul 20 agosto 2025, ore 21:00 CEST ritorno → | Fenerbahçe     | 0 – 0 referto | Benfica | Stadio Şükrü Saraçoğlu\| Arbitro: \| Daniel Siebert \| |
| Arbitro:                                          | Daniel Siebert |               |         |                                                        |

##### Ritorno

###### Campioni
| Almaty 26 agosto 2025, ore 18:45 CEST ← andata | Qairat | – (tot.: -) referto | Celtic | Stadio Centrale |

| Graz 26 agosto 2025, ore 21:00 CEST ← andata | Sturm Graz | – (tot.: -) referto | Bodø/Glimt | Stadion Graz-Liebenau |

| Limassol 26 agosto 2025, ore 21:00 CEST ← andata | Pafos | – (tot.: -) referto | Stella Rossa | Limassol Arena |

| Baku 27 agosto 2025, ore 18:45 CEST ← andata | Qarabağ | – (tot.: -) referto | Ferencváros | Stadio Tofiq Bəhramov |

| Copenaghen 27 agosto 2025, ore 21:00 CEST ← andata | Copenaghen | – (tot.: -) referto | Basilea | Stadio Parken |

###### Piazzate
| Lisbona 27 agosto 2025, ore 21:00 CEST ← andata | Benfica | – (tot.: -) referto | Fenerbahçe | Stadio da Luz |

| Bruges 27 agosto 2025, ore 21:00 CEST ← andata | Club Bruges | – (tot.: -) referto | Rangers | Stadio Jan Breydel |